# محمود الغربی
محمود الغربی (انگلیسی: Mahmoud Gharbi؛ زادهٔ ۱۱ فوریهٔ ۱۹۸۲) بازیکن هندبال اهل تونس است.